# Villeneuve-Saint-Georges
Villeneuve-Saint-Georges ist eine französische Gemeinde des Départements Val-de-Marne in der Region Île-de-France. Sie ist dem Arrondissement Créteil sowie den Kantonen Choisy-le-Roi und Villeneuve-Saint-Georges, dessen Hauptort sie ist, zugeteilt.

## Geografie
Die Stadt mit 36.170 Einwohnern (Stand 1. Januar 2022) befindet sich in der Agglomeration von Paris 16 Kilometer südöstlich vom Zentrum der französischen Hauptstadt. Ganz im Süden des Départements Val-de-Marne liegend, grenzt sie an das Département Essonne und sie ist peripherer Teil der natürlichen Region Brie.
Villeneuve-Saint-Georges liegt am östlichen Ufer der Seine, welche die Grenze zu den westlich gelegenen Gemeinden Villeneuve-le-Roi und Orly bildet, und zwar bei der Einmündung der Yerres in die Seine. Im Mittelalter gab es in Villeneuve eine Furt, welche es erlaubte, die Seine zu Fuß zu überqueren. Später gab es nacheinander drei Brücken über die Seine: die älteste war eine Steinbrücke, die zweite war eine Hängebrücke (vom Ingenieur Marc Seguin konstruiert), und schließlich die heutige Brücke, Pont de Villeneuve-le-Roi genannt, die im Zweiten Weltkrieg zerstört und später wiederaufgebaut wurde
Tektonisch verteilt sich das Gemeindegebiet von Villeneuve-Saint-Georges auf zwei Zonen: einem Plateau, auf dem die Festung und die Kirche Saint-Georges thronen, und die Talebene, in der sich die kompakt gebauten Wohnviertel ausbreiten.

### Verkehr
Die Yerres wird in Villeneuve-Saint-Georges mittels einer Brücke aus dem 19. Jahrhundert von der Nationalstraße N6, die von Paris nach Lyon führt, überquert. Parallel dazu existiert eine Eisenbahnbrücke.
Die Stadt wird von den beiden Bahnhöfen Gare de Villeneuve-Saint-Georges und Gare de Villeneuve-Triage bedient und gilt als Eisenbahnknoten, an dem die Strecke Paris-Lyon und die Ringbahn Ligne de la grande ceinture de Paris zusammentreffen. Zudem verfügt sie über ein Zugdepot für TGV-Züge. Der Rangierbahnhof, der einer der größten in Europa war, wurde 2011 stillgelegt.
Zurzeit wird ein Projekt zur Errichtung einer Stadtgondelbahn (Métrocâble) verfolgt. Dieses Verkehrsmittel könnte Villeneuve-Saint-Georges mit dem Pariser Vorort Créteil, der von der Métrolinie 8 bedient wird, über die Gemeinde Limeil-Brévannes verbinden. Die Fahrt von der Haltestelle Bois Matar auf dem Plateau von Villeneuve nach der Station Pointe du Lac in Créteil würde lediglich vierzehn Minuten dauern. Es wäre eine relativ kostengünstig Lösung; eine konventionelle Verbindung dagegen würde viele Kunstbauten, wie Tunnels und Viadukte benötigen, da die Ringbahn und die Autostraße Route national 406 eine Barriere bilden.

### Stadtviertel

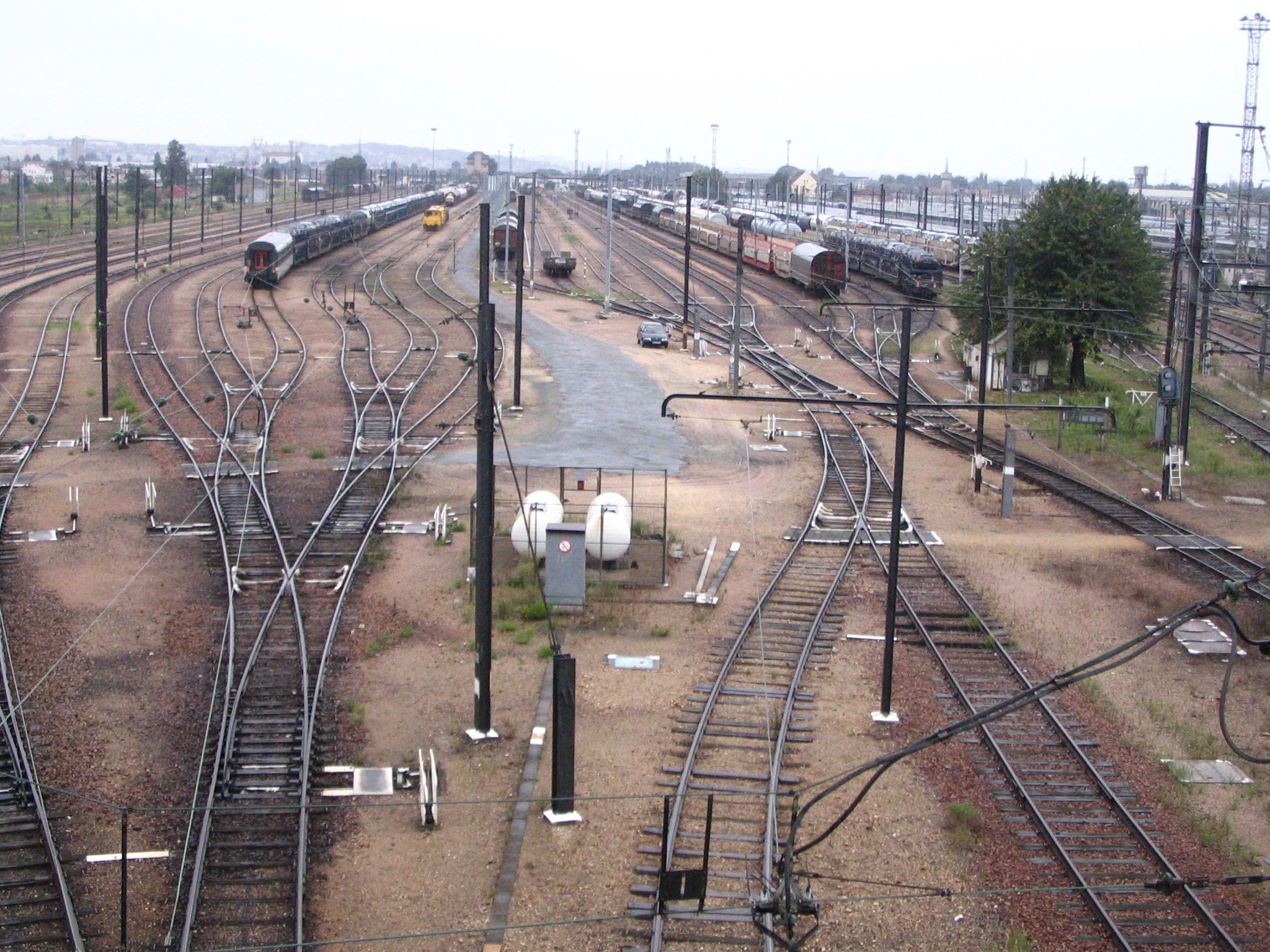
Der Rangierbahnhof im Stadtteil Villeneuve-Triage

- Das Zentrum (Centre) liegt im Süden der Stadt an der Seine. Neben zahlreichen Geschäften befindet sich dort der Hauptbahnhof. Mittwochs und samstags findet der Markt statt.

- Im südöstlich gelegenen Stadtteil Blandin/Belleplace befindet sich das Kreiskrankenhaus und das Schloss Château de Belleplace.

- Der Stadtteil Villeneuve-Triage verdankt seinen Namen dem inzwischen stillgelegten Rangierbahnhof. Hier befindet sich auch einer der letzten Guinguettes (traditionelles Tanz-Cabaret der Pariser Vorstädte) des Départements.

- Der östlich gelegenen Stadtteil Le Plateau/Hauts de Villeneuve liegt auf der Hochebene von Brie und bietet einen schönen Blick auf die Stadt und das Tal. Hier befindet sich die alte Festung, welche heute von der Feuerwehr von Paris als Ausbildungsstätte genutzt wird.

- Der nordöstlich gelegenen Stadtteil Le Val Saint-Georges ist eine Einfamilienhaussiedlung.

- Le Quartier Nord nennt sich eine kompakte Wohnsiedlung mit Großbauten im Norden der Stadt.

- Das Viertel Val Pompadour bietet Platz für Industriebetriebe und große Einkaufszentren wie jenes des Möbelhauses Conforama und des Baumarktes Lapeyre.

## Geschichte

### Urgeschichte und Antike
Archäologische Funde wie Feuersteine, welche im 19. Jahrhundert von Francis Martin gemacht wurden, bezeugen, dass sowohl das Tal an der Mündung der Yerres, wie auch das Plateau oberhalb Villeneuve bereits während der Alt- und Jungsteinzeit besiedelt war. Nach der Schlacht von Melun (lat.: Melodunum auch Metiosedum) ging die Gegend nach dem Sieg von Titus Labienus über die Gallier im Jahre 52 v. Chr. im Römerreich auf. und der Ort erhielt den Namen Villa Nova (‚Neustadt‘), französisch Villeneuve.

### Mittelalter
Im Mittelalter war Villeneuve ab dem 9. Jahrhundert in Besitz der Abtei Saint-Germain-des-Prés und lebte vorwiegend vom Wein- und Ackerbau. Im Jahre 960 erhielt die Abtei Reliquien vom heiligen Georg (dem Drachentöter) aus Spanien überreicht. Villeneuve wurde darauf unter das Patronat dieses christlichen Märtyrers gestellt und nahm den Namen Villa Nova Sancti Georgii (Villeneuve-Saint-Georges) an. Die Stadt wurde oft von den französischen Königen besucht. Wegen der günstigen strategischen Lage, wurde Villeneuve mehrmals belagert und geplündert.
Ein Schreiben des französischen Königs Philippe Auguste aus dem Jahre 1202 bezeugt, dass Villeneuve-Saint-Georges ein wichtiger und privilegierter Umschlageplatz von Burgunderweinen, die über die Yonne und die Seine verschifft wurden, war. 1249 zahlten die Bürger von Villeneuve-Saint-Georges, Crosne und Valenton dem Abt Thomas de Mauléon 1400 Livre, damit sie von der Taille und der Formariage (Abgabe für Auswärtsehen – Ehen zwischen Unfreien verschiedener Herrschaften) befreit wurden. Während des Hundertjährigen Krieges ließ der Herzog von Burgund die Stadt 1420 plündern und in Brand stecken. Am 6. Juni 1430 schlugen Soldaten von Villeneuve-Saint-Georges die Engländer in einer Schlacht.

### Neuzeit
In der Neuzeit wurde Villeneuve-Saint-Georges zu einer bürgerlichen Stadt. Damals entstanden die Schlösser Châteaux de Beauregard, Châteaux de Belleplace und Châteaux de Bellevue.
Während des Zweiten Hugenottenkrieges verwüstete der Protestant Louis I. de Bourbon, Fürst von Condé, 1562 die Stadt. und am 16. Februar 1568 schlugen Schweizer Söldner, die vom Fürsten von Condé angeworben wurden und nach ihrer Niederlage aus Paris flüchten mussten, ihr Lager in Villeneuve-Saint-Georges auf. Am 7. Juli 1589 belagerten die Truppen der Katholischen Liga Paris und besetzen dabei Villeneuve-Saint-Georges und ihre Umgebung. 1590 wurde die Stadt von den Spaniern, die den bedrängten Ligisten von den Spanischen Niederlanden zu Hilfe eilten, besetzt.
1652 fand vor Ort zwischen Marschall Turenne, Heeresführer des französischen Königs, und Karl IV., Herzog von Lothringen, eine Schlacht statt.

### Neuere Geschichte
Während der Französischen Revolution wurde in der Stadt eine Nationalgarde gegründet und die Kirche wurde von der Bevölkerung ausgeraubt. Kurz darauf wurde es aber in Villeneuve-Saint-Georges ruhig und viele Persönlichkeiten ließen sich nieder, so u. a. der Komponist François-Adrien Boieldieu. Unter dem Nationalkonvent waren aristokratische Begriffe und Namen, die an Kirchenheilige erinnern, verpönt, deshalb wurde Villeneuve-Saint-Georges 1793 nach Villeneuve-la-montagne umgetauft. Das Direktorium machte diese Namensänderung 1795 wieder rückgängig. In den Jahren 1814/15 wurde die Stadt von den Mächten, die sich gegen Napoleon verbündet hatten, besetzt.
1827 wurde die Giraffenkuh Zarafa, ein Geschenk des Vizekönigs von Ägypten an den französischen König Karl X., vorübergehend im Marstall des Schlosses Belleplace untergebracht. 1834 wurde die neue Brücke über die Yerres eingeweiht und mit dem Einzug der Eisenbahn im Jahre 1847 verschwanden die Landwirtschaftsbetriebe rasch und Villeneuve-Saint-Georges wurde zu einer typischen Arbeiterstadt.
1870 besetzen die Preußen im Zuge des Deutsch-Französischen Krieges die Stadt. Nach dem Sieg Bismarcks und der Deutschen Einigung entstand 1876 die Festung von Villeneuve-Saint-Georges, gedacht um Paris vor einem weiteren militärischen Einfall zu schützen.
Am Vorabend des Ersten Weltkrieges überschritt die Einwohnerzahl der Stadt die 10.000-Grenze und Villeneuve-Saint-Georges war zu einer der größten Eisenbahnstädten auf dem Kontinent geworden. 1908 erlebte die Region eine große Streikwelle, die sich gegen die sozialistische Regierung Clemenceau richtete. Damals forderte der massive Einsatz der Polizei gegen die Streikenden und Demonstranten in Draveil und Villeneuve-Saint-Georges mehrere Todesopfer. Es war dies seit der Gründung der Dritten Republik das erste Mal, dass staatliche Sicherheitskräfte „wild“ in eine Menge von Männern, Frauen und Kinder schossen.

Am 29. Juli 1937 entgleiste im Bahnhof von Villeneuve-Saint-Georges aufgrund einer falsch gestellten Weiche ein Zug. 29 Menschen starben. 

### Wappen
Blasonierung: „In Blau über blauem Schildfuß mit einem schwarzen Schildchen, darin drei silberne Scheiben (2:1), begleitet von drei goldenen Lilien, ein linksgewendeter, silberner, nimbierter, geharnischter Reiter auf steigendem Ross, eine hinten mit einem Kugelkreuz besteckte Lanze in das offene Maul eines linksgewendeten, silbernen, widersehenden, geflügelten, vierbeinigen, schreitenden Drachen stoßend.“
Wappenerklärung: Der Reiter stellt den Heiligen Georg als Drachentöter dar, der Schildfuß enthält das Wappen der Abtei Saint-Germain-des-Prés.

### Bevölkerungsentwicklung
| Jahr      | 1936   | 1946   | 1954   | 1962   | 1968   | 1975   | 1982   | 1990   | 1999   | 2009   | 2016   |
| --------- | ------ | ------ | ------ | ------ | ------ | ------ | ------ | ------ | ------ | ------ | ------ |
| Einwohner | 21.237 | 18.299 | 21.596 | 28.091 | 30.467 | 31.664 | 28.119 | 26.952 | 28.361 | 31.013 | 32.966 |

## Sehenswürdigkeiten

### Kirche Saint-Georges

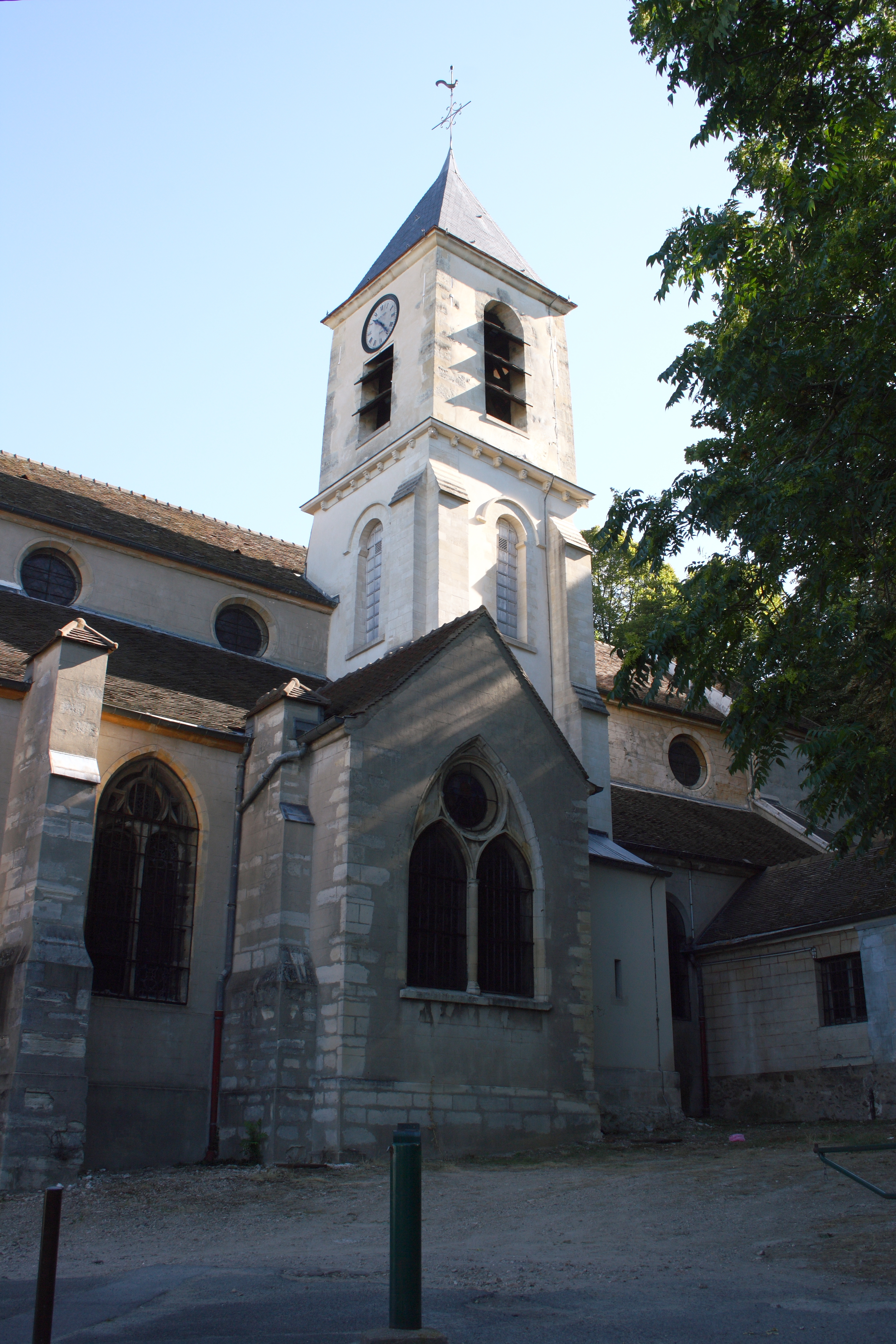
Kirche Saint-Georges

Die Pfarrkirche Église Saint-Georges geht auf das 9. Jahrhundert zurück, wurde aber von den Normanneneinfällen zerstört und ab dem 12. Jahrhundert größtenteils erneuert. Der untere Teil des Turmes stammt noch aus dem 9. Jahrhundert und trägt die typischen Merkmale jener Zeit: Er weist einen quadratischen Grundriss auf, ist eher gedungen und mit einem Pyramidendach überdeckt. In den Jahren 1530 bis 1550 wurde die Kirche vergrößert. Das Hauptportal im Renaissance-Stil stammt aus jener Zeit. Über dem Portal sind drei und neben dem Portal zwei Nischen zu sehen. Die zentralen Nischen beherbergten einst die Statuen der Mutter Jesu, des Propheten Simeon und des Apostels Judas, die seitlichen Nischen die Standbilder der Apostel Petrus und Paulus. Die Statuen wurden während der Französischen Revolution zerstört. Von den einst vier bronzenen Glocken hat nur eine die Revolutionswirren überlebt. Die heutige Uhr wurde 1846 installiert und stammt von J. Wagner.
Im Innern der Kirche sind die Kapitelle aus dem 12. der Chor aus dem 13. und die Pfeiler sowie das Schiff aus dem 16. Jahrhundert. Die hölzerne Statue mit dem hl. Georg als Drachentöter ist aus dem 15. Jahrhundert und stammt von der Abtei Valloires. Die bunt bemalte 25 Zentimeter große Stein-Pietà in der Sakristei ist aus dem 15. Jahrhundert. Das in Stein gemeißelte Bas-Relief am westlichen Pfeiler des Kirchturmes ist aus dem 16. Jahrhundert und misst 70 auf 70 Zentimeter. Es zeigt Szenen aus dem Leben der Jungfrau Maria. Das 260 auf 290 Zentimeter große Gemälde Anbetung der Könige wurde um 1720 von Jean-Baptiste Oudry für das Kollegiatstift Saint-Martin-des-Champs in Paris erschaffen. Es war während der Revolution verschollen, als die Jakobiner alle Schätze der Klosterkirche verkauften. 1832 wurde es in einem Abstellraum wieder aufgefunden.
Die Pfarrkirche Saint-Georges ist seit 1925 ein französisches Kulturdenkmal.

### Schlösser
- Château de Belleplace aus dem 17. Jahrhundert
- Château de Bellevue aus dem 17. Jahrhundert
- Das Château de Beauregard, aus dem 17. Jahrhundert, in der heutigen Form aus dem 19. Jahrhundert, gehörte der Gräfin Hańska, Gattin von Honoré de Balzac.[12]

### Pärke und Grünzonen
- Parc de Beauregard
- Im Park Parc de Chevrette befand sich früher das Schloss Château de Chevrette.
- Der Parc départemental de la Saussaie Pidoux ist 8,8 Hektar groß.
- Die Wälder Bois de Cobert und Bois des Carrières auf dem Plateau
- Die Ufer der Yerres und der Seine

### Häuser
- Das Appartement der Marquise de Sévigné an der Rue de Paris
- Das Haus der Madame de Pompadour
- Das Haus von Victor Duruy
- Die Gebäude Nr. 31 und 33 an der Rue Henri Janin (mit der Statue des hl. Georges) stammen aus dem 19. und 20. Jahrhundert.
- Das Jugendstilhaus aus dem Jahre 1907 an der Rue de Paris
- Das Haus Nr. 25 an der Rue de Paris mit der Treppe im Louis-quatorze-Stil stammt aus dem 17. Jahrhundert.

## Persönlichkeiten
- Wilhelm Egon Graf von Fürstenberg (1629–1704), Bischof von Straßburg, lebte auf Schloss Beauregard.[6]
- Joseph François Dupleix (1697–1763), Generalgouverneur der Französischen Niederlassung in Indien, lebte auf Schloss Bellevue.
- Der französische Politiker und Schriftsteller Louis-Jules Mancini-Mazarini (1716–1798) lebte auf Schloss Bellevue.[4]
- Der Schlachtenmaler Francesco Casanova (1727–1803) wohnte auf Schloss Bellevue.[4]
- Der britisch-französische Maler Philippe-Jacques de Loutherbourg (1740–1812) studierte mit Casanova auf Schloss Bellevue.[13]
- Der französische Jurist Raymond de Sèze (1748–1828), Verteidiger von Marie Antoinettes in der Halsbandaffäre, war in Villeneuve-Saint-Georges inhaftiert.[4]
- Der französische Naturforscher Charles Athanase Walckenaer (1771–1852) lebte auf Schloss Bellevue.[4]
- Der französische Opernkomponist François-Adrien Boieldieu (1775–1834) wohnte einige Jahre in Villeneuve-Saint-Georges.[6]
- Die polnisch-ukrainische Gräfin Ewelina Hańska (1801–1882) lebte auf Schloss Beauregard.[4]
- Der französische Maler Jean-François Gigoux (1806–1894) lebte mit der Gräfin Hańska auf Schloss Beauregard.[13]
- Der Kommunist und Résistance-Kämpfer Colonel Fabien (1919–1944) lebte in Villeneuve-Saint-Georges.
- Der französische Schauspieler Jacques Morel (1922–2008) ist auf dem Friedhof von Villeneuve-Saint-Georges begraben.
- Der US-amerikanische Jazzgitarrist Jimmy Gourley (1926–2008) verstarb in Villeneuve-Saint-Georges.
- Der Rapper MC Solaar (* 1969) verbrachte seine Kindheit im Stadtteil Nord von Villeneuve-Saint-Georges.

### Im Ort geboren
- Georges Grignard (1905–1977), Autorennfahrer
- René Fallet (1927–1983), Schriftsteller
- Maurice Lafont (1927–2005), Fußballspieler
- André Brugiroux (* 1937), Schriftsteller
- Patricia Chauvet (* 1967), Skirennläuferin
- Cécile Duflot (* 1975), Politikerin
- Mickaël Tavares (* 1982), senegalesisch-kapverdisch-französischer Fußballspieler
- Jérémie Galland (* 1983), Straßenradrennfahrer
- Mehdi Taouil (* 1983), marokkanischer Fußballspieler
- Samuel Piètre (* 1984) Fußballspieler
- Jacques Faty (* 1984), senegalesisch-kapverdisch-französischer Fußballspieler
- Ricardo Faty (* 1986), französisch-senegalesischer Fußballspieler
- Yoan Gouffran (* 1986), Fußballspieler
- Geoffrey Lembet (* 1988), zentralafrikanisch-französischer Fußballtorwart
- Coline Aumard (* 1989), Squashspielerin
- Loïc Desriac (* 1989), Straßenradrennfahrer
- Maxence Lacroix (* 2000), Fußballspieler
- Titouan Droguet (* 2001), Tennisspieler
- Nathanaël Mbuku (* 2002), Fußballspieler
- Lucas Gourna-Douath (* 2003), Fußballspieler
- Melvin Ajinça (* 2004), Basketballspieler
- El Chadaille Bitshiabu (* 2005), französisch-kongolesischer Fußballspieler
- Trévis Dago (* 2005), französisch-ivorischer Fußballspieler
- Alexi Koum (* 2006), französisch-kamerunischer Fußballspieler

## Städtepartnerschaften
- Kornwestheim, Baden-Württemberg, seit 1960
- Eastleigh, England, seit 1964